# Cardiophorus asellus
Cardiophorus asellus is een keversoort uit de familie kniptorren (Elateridae). De wetenschappelijke naam van de soort is voor het eerst geldig gepubliceerd in 1840 door Erichson.

## Kenmerken
De zwartgekleurde slanke kevers bereiken een lichaamslengte van 7-9,5 mm. Hun bovenzijde is bedekt met dichte grijze en bruine haren. Hierdoor lijken de kevers antraciet van kleur. De dekschilden vertonen duidelijke stipstrepen. De eindstekels van het middelste en achterste scheenbeen zijn sterk ontwikkeld.

## Verspreiding
Cardiophorus asellus is wijdverbreid in Europa. De soort is blijkbaar afwezig op de Ierse eilanden, Portugal en Italië. In het oosten strekt het voorkomen zich uit tot Siberië.

## Levenswijze
De kevers zijn te zien in de maanden april en mei. De keversoort komt voor in biotopen met zandgronden, vooral heidevelden met vuile heide en lichte naaldbossen. De larven ontwikkelen zich in de grond.